# Hersilia scrupulosa
Hersilia scrupulosa är en spindelart som beskrevs av Foord och Ansie S. Dippenaar-Schoeman 2006. Hersilia scrupulosa ingår i släktet Hersilia och familjen Hersiliidae.
Artens utbredningsområde är Kenya. Inga underarter finns listade i Catalogue of Life.